# Rokavski preliv
Rokavski preliv (angleško English Channel, francosko La Manche 'rokav') je preliv med Veliko Britanijo in Francijo, ki je del Atlantskega oceana. Dolg je približno 563 km, na najširši točki je širok 240 km. Najožji del preliva so Dovrska vrata, kjer je preliv širok le 34 km. 
Preliv je precej plitev, povprečna globina je okrog 120 m, med mestoma Calais in Dover pa le 45 m. Med ledeno dobo je bil ta del kopen, Velika Britanija je bila takrat povezana s celino. 
V prelivu ležijo Kanalski otoki, bližje so Franciji, vendar so pretežno del Združenega kraljestva. Na francoski strani ob prelivu leži departma Manche.
Ob prelivu je zaradi trgovine na obeh straneh nastalo precej pomembnih pristanišč, kot so:
- Dover
- Calais
- Dieppe, France
- Southampton
- Portsmouth
- Le Havre
- Cherbourg-Octeville

Pomembnejše trajektne povezave čez preliv so:
- Dover-Calais
- Newhaven-Dieppe
- Portsmouth-Caen (Ouistreham)
- Portsmouth-Cherbourg
- Portsmouth-Le Havre
- Poole-Saint-Malo
- Weymouth-Saint-Malo
- Plymouth-Roscoff

Pod prelivom poteka promet skozi predor, ki je bil dograjen leta 1994. Skozi njega vozi vlak Eurostar, ki povezuje mesta Pariz, London in Bruselj.
Skozi preliv poteka tudi mnogo trgovskih poti, ki povezujejo severno Evropo s svetom. Zgodovinsko gledano je Rokavski preliv predstavljal odlično naravno zaščito Britanskega otočja pred sovražniki, danes pa je tudi priljubljen preizkus za avanturiste, ki ga poskušajo prečkati na različne načine - preplavati in preleteti.
Rokavski preliv se je spremenil tudi v migrantsko pot med Francijo in Veliko Britanijo. Novembra 2021 se je pri poskusu prečkanja preliva zgodila do zdaj najbolj smrtonosna nesreča na tej migrantski poti, v kateri je umrlo 30 migrantov.